# Caminhos de Irmandade
Caminhos de Irmandade é uma série de televisão luso-galega documental sobre as conhecidas rotas de peregrinação que começam em Portugal e terminam na Catedral de Santiago de Compostela, no centro da Galiza.

## Sinopse
Daniel é um ator galego que tem que apresentar e dirigir um documentário sobre o Caminho Português, porque a sua namorada é a produtora do projeto. Sem muito entusiasmo, Daniel viaja para Lisboa sem a sua namorada para começar a filmar. Em Lisboa conhece Margarida que trabalha como guia turística na cidade e que o irá ajudar no seu projeto.

## Elenco
| Ator/Atriz      | Personagem |
| --------------- | ---------- |
| Isadora Alves   | Margarida  |
| Rúben Riós      | Daniel     |
| Raquel Espada   | Inés       |
| Estíbaliz Veiga | Laura      |

## Episódios
| #  | Título                | Exibição em Portugal   | Audiência    | Audiência | Audiência |
| #  | Título                | Exibição em Portugal   | Espectadores | Share     | Rating    |
| -- | --------------------- | ---------------------- | ------------ | --------- | --------- |
| 1  | "Galiza - Lisboa"     | 10 de setembro de 2017 | 190 000      | 9,0%      | 2,0%      |
| 2  | "Lisboa - Santarém"   | 17 de setembro de 2017 | 170 000      | 8,0%      | 1,7%      |
| 3  | "Santarém - Fátima"   | 24 de setembro de 2017 | 123 500      | 6,1%      | 1,3%      |
| 4  | "Tomar - Coimbra"     | 1 de outubro de 2017   | 161 500      | 8,1%      | 1,7%      |
| 5  | "Coimbra - Aveiro"    | 8 de outubro de 2017   | 218 500      | 10,1%     | 2,3%      |
| 6  | "Porto"               | 22 de outubro de 2017  | 152 000      | 7,2%      | 1,6%      |
| 7  | "Barcelos - Valença"  | 29 de outubro de 2017  | 294 500      | 16,1%     | 3,1%      |
| 8  | "Tui - Redondela"     | 5 de novembro de 2017  | 161 500      | 7,6%      | 1,7%      |
| 9  | "Pontevedra - Padrón" | 12 de novembro de 2017 | 190 000      | 8,7%      | 2%        |
| 10 | "Compostela"          | 19 de novembro de 2017 | 152 000      | 7,6%      | 1,6%      |

## Curiosidades
- Encerrou com uma audiência média de 1,9%/8,9% (rating/share), mantendo sensivelmente os índices na faixa das 11h.